# Мст Сонија Хатун
Мoсамат Сонија Хатун (енгл. Mst Sonia Khatun; 10. септембар 1999) бангладешка је пливачица и олимпијка чија ужа специјалност су спринтерске трке слободним и делфин стилом. Носила је заставу своје земље током дефилеа нација на отварању ЛОИ 2024. у Паризу.

## Спортска каријера
Хатинова је дебитовала на међународној пливачкој сцени на Светском првенству у малим базенима у Абу Дабију 2021, где је остварила пласман на 56. место квалификација трке на 50 метара делфин стилом. Наредне године је пливала за репрезентацију Бангладеша на Играма комонвелта у Глазгову.
На светским првенствима у великим базенима је дебитовала у Фукуоки 2023, где је остварила пласмане на 55, односно 82. место у тркама на 50 метара делфин и слободним стилом.
На свом другом узастопном наступу на светским првенствима, у Дохи 2024. наступила је у две трке, на 50 слободно заузела је 90, а на 100 делфин 43. место.
Захваљујући специјалној позивници такмичила се и на Летњим олимпијским играма у Паризу 2024. године, где је носила заставу своје земље на церемонији отварања. У Паризу је пливала у квалификацијама трке на 50 метара слободним стилом. Наступила је у трећој квалификационој групи где је пливала у стази 6, и са временом од 30,52 секунди поделила је са Јури Хосеј из Палауа шесто место у својој квалификационој групи, односно укупно 64. место у конкуренцији 79 такмичарки.